# فيرناندو تيسوني
فيرناندو داميان تيسوني (بالإسبانية: Fernando Damián Tissone)‏ الشهير باسم فيرناندو تيسوني (مواليد 24 يوليو 1986 في كويلميس - الأرجنتين) لاعب كرة قدم أرجنتيني يلعب حاليا لصالح نادي الدرجة الأولى ريال مايوركا الإسباني منذ 2011 في مركز الوسط المهاجم كما يجيد اللعب في مركز الجناح الأيمن والأيسر .

## روابط خارجية
- فيرناندو تيسوني على موقع قاعدة بيانات كرة القدم.إي يو (الإنجليزية)
- فيرناندو تيسوني على موقع Soccerbase.com (لاعب) (الإنجليزية)
- فيرناندو تيسوني على موقع Soccerway.com (الإنجليزية)
- فيرناندو تيسوني على موقع عالم كرة القدم.نت (الإنجليزية)
- فيرناندو تيسوني على موقع AS.com (الإسبانية)